# 33660 Rishishankar
33660 Rishishankar este o planetă minoră (asteroid), cu un diametru de 2,181 km, din centura de asteroizi. A fost descoperită pe 12 mai 1999 la Experimental Test Site⁠(d) de Lincoln Near-Earth Asteroid Research. 
Obiectul prezintă o orbită caracterizată de o semiaxă mare de 2,4066538 UAi, o excentricitate de 0,06, o înclinație de 8,23151 ° în raport cu ecliptica.